# Неботичник (Љубљана)
Неботичник (Небодер) је истакнутa високa грађевина која се налази у центру Љубљане, Словенија, и једна је од најпрепознатљивијих градских знаменитости. Њених тринаест спратова успиње се до висине од 70.35 м. Пројектовао је словеначки архитекта Владимир Шубиц за Пензиони институт, инвеститора зграде. Изградња је почела 19. априла 1931. године, а зграда је отворена 21. фебруара 1933. Била је то, по завршетку, највиша зграда у Краљевини Југославији и девета по висини у Европи. Била је и остаће неко време највиша стамбена зграда у Европи.
Првенствено пословни центар, облакодер Неботичник садржи разне продавнице у приземљу и на спрату, а различите канцеларије смештене су од другог до петог спрата. Од шестог до деветог спрата су приватне резиденције. На три горња спрата налазе се кафић, бар и видиковац. Кафић је поново отворен у јулу 2010. године, док су бар и нови ресторан отворени 2. септембра 2010. године. Спратови девети - тринаести су продати на аукцији 12. јуна 2007. године од стране управе Пензијског фонда Аустралијској фирми Terra Australis за € 2,120,000. Компанија се нада да ће облакодеру Неботичник вратити некадашњу славу.

## Архитектура
Зграду Неботичник, првобитно замишљену као осмоспратну грађевину, дизајнирао је Владимир Шубиц, уз помоћ Ладислава Кама, Иве Медведа (павиљон на тераси), Марјана Мушича (тампието (tampietto) на врху), Марјана Северa и Бојана Ступицe (оков у кафићу). Зграду су украсили скулптурама Лојзе Долинара (женска фигура на бочној фасади у висини шестог спрата), Бориса Калина (рељеф изнад главног улаза) и Францa Горшеa (четири бронзане главе у главној дворани). Дизајн је заснован на неокласицистичком и арт-деко стилу, а на горњим спратовима је крунисан пиластрима. Дизајн прати класичну трипартитну поделу високих зграда коју је створио амерички архитекта Луис Суливан (Louis Sullivan) — састављена је од основе дизајниране за интеракцију са улицом и пешацима, хомогенe осовине и врха, на коме је цилиндрична колонада са постављеним стубом за заставу, који је додат након довршетка куле. Фасада је испрекидана равномерно распоређеним правоугаоним прозорима уоквиреним каменом, наглашеним приземљем и првим спратом, као и полукружним прозорима у кафићу на једанаестој етажи.
Улаз у приземљу води у предворје обложено Карстним мермером. Горњим спратовима се приступа лифтом или спиралним степеништем у средишту зграде. Два лифта су брза и воде посетиоце кафића на горњим спратовима, док је трећи спорији и води до стамбених нивоа. Степениште се завршава на десетом спрату.
Фасаду краси скулптура жене висине 4 метра, рад словеначког вајара Лојзеа Долинара. Скулптуре у ложи дизајнирао је словеначки вајар Франце Горше. Западно од зграде Неботичника је шестоспратна стамбена грађевина, коју је пројектовао исти архитекта. 

## Конструкција
Изградња зграде Неботичника по наруџби Завода за пензије била је контроверзна. Пошто је била прва зграда која је надмашила барокну силуету градских звоника, неки Љубљанчани бојали су се да ће то покварити обрис хоризонта, и зграду су назвали "наказа". Зграда је на месту средњовековног манастира, а док су припремали њен темељ, извођачи радова су наишли на бунар из 13. века. Један стих Отона Жупанчича уписан је у камен темељац на почетку његове изградње 1931. године. Статичке прорачуне урадио је инжењер Станко Димник, који је уједно био и одговорни инжењер. Радове је водио главни градитељ Иван Брицељ, директор Љубљанског грађевинског предузећа.
Зграда је изграђена од армираног бетона и садржи многе технолошке елементе који су у то време били иновативни. Има централно грејање помоћу аутоматских горионика на лож уље, а вода се доводи до горњих седам спратова аутоматским пумпама. Кафић има вентилацију под притиском, а топла вода се доводи из подрума.
Најстрожи јапански анти-семизмички критеријуми примењени су током пројектовања зграде, па је она постављена на 16 стубова од којих се сваки протеже 18 метара дубоко у земљиште. Због тога је зграда Неботичника једна од најсигурнијих против земљотреса у Љубљани.